# Mary Howell
Pour les articles homonymes, voir Howell.
Mary Catherine Raugust Howell (2 septembre 1932 - 5 février 1998) est une médecin américaine, psychologue, avocate et féministe. Elle fut la première femme doyenne de la Harvard Medical School (1972-1975) et milita pour la fin des quotas et pour l'ouverture des écoles médicales aux femmes.

## Biographie
Mary Howell est née dans la ville de Grand Forks, dans l'État du Dakota du Nord. Elle a étudié à l'Université Radcliffe, a été diplômée en médecine et a décroché un doctorat en psychologie à l'Université du Minnesota, en 1962. Puis, en 1991, elle a obtenu un diplôme universitaire en droit, à Harvard.

## Carrière et promotion
En 1975, elle a été l'une des cinq cofondatrices de l'organisation nationale pour la santé des femmes, avec Barbara Seaman, Alice Wolfson, Belita Cowan (en) et Phyllis Chesler, puis elle a été diplômée d'un doctorat et a contribué à l'ouvrage Our Bodies,Ourselves. Son œuvre Why Would a Girl Go Into Medicine a débuté avec une collecte des expériences de femmes étudiantes en médecine (informant de la discrimination flagrante à l'égard des femmes), a joué un rôle déterminant (en relation avec le mouvement féministe) en soutenant la législation du Titre IX et en faisant passer le pourcentage de femmes étudiantes en médecine de 9 % en 1969 à 25 % en 1979, allant même jusqu'à près de 50 % en 2007.
En plus d'avoir élevé sept enfants, sa maison était ouverte à de nombreux étudiants et aux femmes qui rencontraient des transitions dans leur vie. Elle aimait partager sa soif constante pour les recherches, son humour, sa musique ainsi que ses talents culinaires (la cuisson de son pain). Elle encourageait les étudiants à examiner les aspects politiques des soins sur la santé, allant de la nutrition dans les écoles au pouvoir de certains groupes d’intérêt spéciaux affectant les soins de santé à travers la législation. Elle encourageait les parents à prendre en charge la santé de leurs enfants et pratiquait la médecine pédiatrique à Boston et dans le Maine. Elle travaillait avec des personnes atteintes de handicaps et de maladies mentales par le biais du Shriver Center et de la Walter E.Fernald State School à Waltham dans le Massachusetts ; s'occupait d'enfants ayant des addictions à la drogue, de SDF, de personnes infectées par le SIDA, par le biais du Medical Van, un programme de l’hôpital général du Massachusetts pour les jeunes à la rue, et plus récemment en tant que Directrice des Ressources d’Adoptions.
Elle a été membre de la Division d’éthique médicale de la Harvard Medical School de 1992 à 1994. Elle encourageait fortement les mères à prendre soin de la santé de leurs enfants et, grâce à sa compréhension de la médecine en termes politiques, elle offrait aux gens des stratégies pour comprendre les soins médicaux qu’ils recevaient et pour communiquer efficacement avec les gardiens au sujet de leurs besoins. Elle est l’auteure de nombreux articles et de sept livres, dont Helping Ourselves, Healing at Home, Death and Dying and Ethical dilemmas : A guide for staff serving developmentally disabled adults et Serving the Underserved : Caring pour les gens qui sont à la fois âgés et souffrant d'un retard mental. Elle a également écrit une chronique mensuelle intitulée Working Mother dans le magazine McCall's (en) de 1977 à 1987.

## Autres intérêts
En plus d'être médecin et avocate, Mary Howell aimait jouer du violon et de l'alto en tant que musicienne de chambre. Elle prit part à la performance du Quatuor Apgar lors de la Convention de l’Académie Américaine des Pédiatres, en l’honneur du timbre commémoratif dédié à Virginia Apgar, anesthésiste créatrice du Score d'Apgar, qui avait également fait les instruments (sous la tutelle de Carleen Hutchins) ,,,.

## Héritage
Mary Howell meurt à Watertown, Massachusetts le 5 février 1998 à l'âge de 65 ans . Afin d'honorer son amour de la musique et des enfants, la bourse commémorative Mary Howell a été établie à la Children's Orchestra Society .